# Effa Motors
Effa Motors é um fabricante de veículos, sediado no Uruguai. Fabrica automóveis e veículos comerciais. Está sediada em San José de Mayo, Uruguai.

## Associações
Após a fundação da empresa, as principais atividades dela focaram-se na montagem, em esquema de CKD (Completely Knock-Down), de veículos oriundos da China. As associações principais se deram com as montadoras Changhe, Hafei, HuangHai, JinBei Jiangling Motors (JMC), Lifan e Sinotruk; entre as quais a Hafei e a Lifan destacam-se no Brasil. Responsável pela introdução e expansão das redes de concessionários destas duas marcas no país, a Effa também utilizou modelos de outras companhias não presentes no país para vendê-los sobre a insígnia Effa. O exemplo mais evidente é o do Changhe Ideal, vendido no Brasil como Effa M100.
Em 2012 a Lifan anunciou a extinção de sua parceria com a Effa Motors, alegando diversos motivos, entre eles a infraestrutura e os regimes de exportação dos veículos para a América Latina.